# Kaprióra

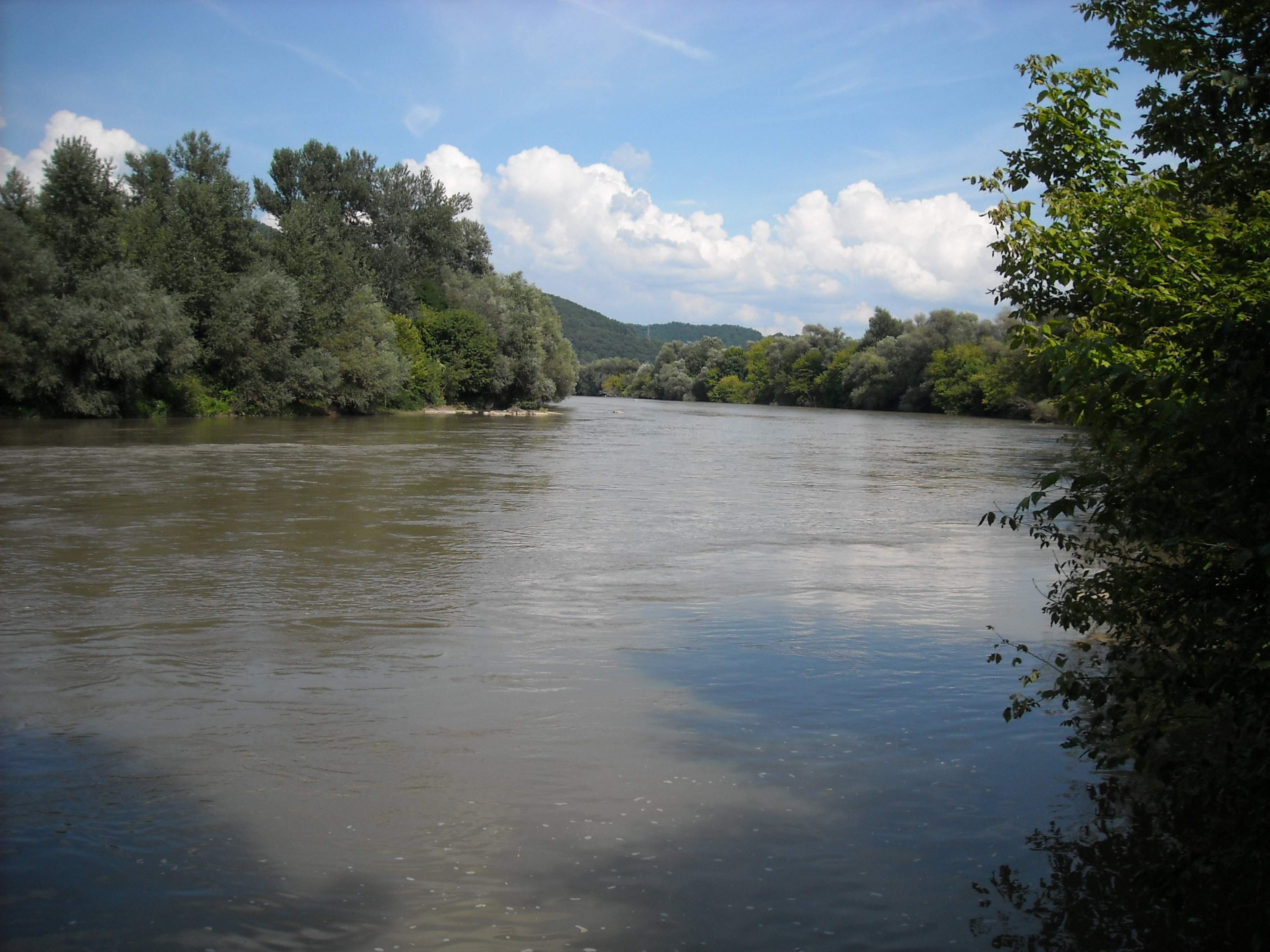
A Maros Kaprióránál

Kaprióra, 1911 és 1918 között Kaprevár (Kapriora, románul: Căprioara) falu Romániában, Arad megyében.

## Fekvése
A Maros bal partján, hegyek lábánál, a községközpont Soborsintól 6 km-re délkeletre fekszik.

## Nevének eredete
1337-ben Caprewar alakban említették. Ezzel Kiss Lajos szerint az legkorábbról datált román eredetű településnév a középkori Magyarországon. Az alapjárul szolgáló căprioară szó nyelvjárási jelentése 'kecskegida'. Talán a falura vonatkozik egy 1256-os oklevél 1572-es másolatában említett Nagkechkes név is. 1596-ban Kapriora.

## Története
Román falu volt Krassó, 1880-tól Krassó-Szörény vármegyében. A 18–19. században kincstári birtok. 1717-ben még tizenhét, 1786-ban már 145 család lakta. 1770-ben az egész lippai kerületben Lippán kívül csak itt működött román nyelvű iskola. Részt vett a marosi sószállításban – 1785-ből adatolt pecsétje sószállító dereglyét ábrázolt. 1844-ben akkori birtokosa, Wodianer Sámuel kapriorai előnévvel kapott magyar nemességet. A család 1886-ban, ugyanezen előnévvel bárói címet is szerzett. A falu 4877 kataszteri holdas határának 1895-ben 69%-át a Wodianer-birtok foglalta el, amely főként erdőkből állt.

## Népessége
- 1910-ben 986 lakosából 920 volt román, 34 magyar és 12 német anyanyelvű; 916 ortodox és 49 római katolikus vallású.
- 2002-ben 354 lakosából 348 volt román nemzetiségű; 330 ortodox, 12 pünkösdista és 11 baptista vallású.

## Látnivalók
- A falu határában két barlang található: a Sinesie-barlang a Kápolnásra vezető földúton kb. 300 méterre, a Duțu-barlang pedig a Pozsgára vezető út közelében.

## Gazdasága
- Határában sárga és rózsaszínű jura mészkövet bányásznak. A kitermelés már a 20. század elején is folyt, a Wodianer-uradalom területén található három-négy kőfejtőben.[2]